# 霍雷斯 (印第安納州)
霍雷斯（英語：Horace）是位於美國印第安納州第開特縣的一個非建制地區。該地的面積和人口皆未知。

## 地理
霍雷斯的座標為39°15′45″N 85°33′51″W / 39.26250°N 85.56417°W，而該地的平均海拔高度為267米（即876英尺）。